# IAR 823
IAR 823 — румынский многоцелевой учебно-тренировочный самолёт с возможностями лёгкого штурмовика, разработанный IMFCA București для ВВС Румынии. Самолет предназначен для начального обучения пилотов и для обучения применения авиационного вооружения. Также самолет может использоваться в роли связного (пилот и четыре пассажира).
Самолёт поступил на вооружение ВВС Румынии в 1978 году.

## История создания и производства
В 1970 году конструктор Раду Маникатиде (Radu Manicatide) совместно с Institutul de Mecanica Fluidelor si Cercetari Aerospatiale (IMFCA) закончили проект нового многоцелевого учебно-тренировочного самолета, получившего обозначение IAR-823. Постройкой прототипа занимались на заводе IAR в Брашове. Его первый полет состоялся 10 июня 1973 года. Второй прототип самолета, с регистрационным номером YR-MEA, демонстрировался  на авиавыставке в Фарнборо в 1974 году.
После успешных испытаний было выпущено две серии самолетов (первая из 60 машин, вторая из 18). Основным заказчиком стали ВВС Румынии (58 самолетов). Кроме того часть самолетов была поставлена в румынские (12) и венгерские авиаклубы (4). В феврале 1981 года 12 IAR-823 были поставлены в Анголу для ENAM (Национальной военной авиашколы). Через год один самолет вернули назад в Румынию.
Официально IAR-823 не был снят с вооружения ВВС Румынии, но фактически последние экземпляры были выведены из состава в 1995-96 гг., так как принятый на вооружение Як-52 оказался более экономичной машиной.
Начиная с 1999 года самолеты стали пользоваться спросом у частных лиц в США. К 2005 году было закуплено 48 экземпляров IAR-823.

## Лётно-технические характеристики
Источник 
- Экипаж, чел: 2 (пилот и инструктор)
- Пассажиры, чел: 3, или 4 (с одним пилотом)
- Размах крыла, м: 10,00
- Длина самолёта, м: 8,32
- Высота самолёта, м: 2,86
- Площадь крыла, м²: 15,0
- Масса, кг:
  - пустого самолёта: 950
  - максимальная взлетная: 1 500
- Топливо, кг:
  - внутренние топливо: 260 (360 л)
  - ПТБ: 100 (140 л (2 x 70 л))
- Тип двигателя: 1 х ПД Lycoming IO-540-G1D5
  - Мощность, л.с.: 290 при 2575 об./мин
- Максимальная скорость, км/ч:
  - на уровне моря: 310
- Перегоночная дальность, км: 1 800
- Практическая дальность, км:
- Боевой радиус действия, км:
- Продолжительность полета: 6 часов
  - Продолжительность полета с ПТБ:
- Максимальная скороподъёмность, м/мин: 450
- Практический потолок, м: 5 600
- Максимальная нагрузка на крыло, кг/м²: 100
- Вооружение:
  - нет постоянного вооружения
  - Боевая нагрузка: до 200 кг на 2 узлах подвески под крыльями
    - 2 х 50-кг бомбы BE-50
    - 2 блока 4x57-мм НАР УБ-4
    - 2 контейнера с 2 х 7,62-мм пулемётами M md. 66(ПК) и 800 патронами на пулемёт.